# Pentation

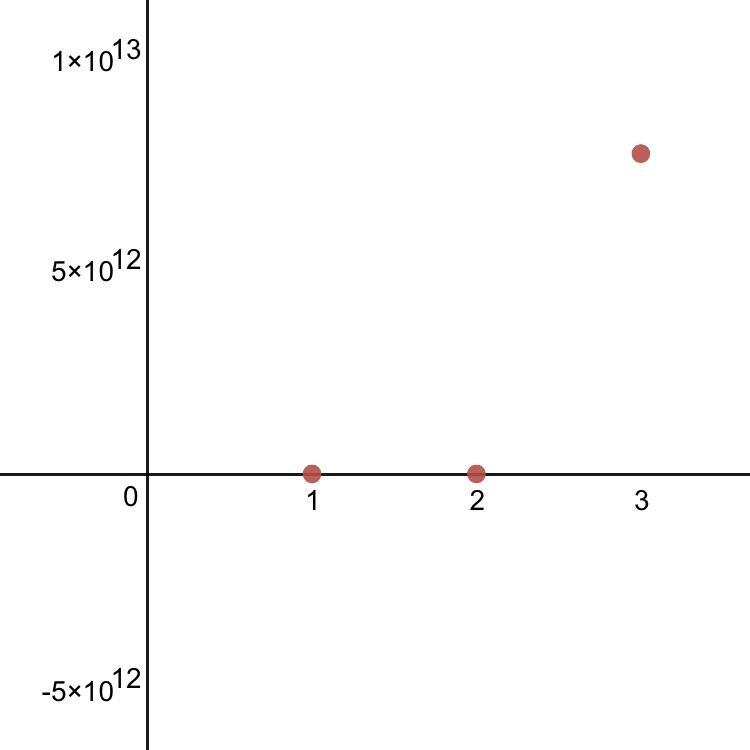
Ba giá trị đầu tiên của biểu thức. Giá trị của là khoảng, các giá trị cho cao hơn quá lớn để xuất hiện trên đồ thị.

Trong toán học, pentation hoặc hyper-5 trong hyperoperation là phép toán bậc tiếp theo sau tetration và trước hexation. Pentation được định nghĩa là phép lặp của tetration, giống như tetration là phép lặp của lũy thừa. Ký hiệu của pentation là ký hiệu chỉ số dưới bên trái {\displaystyle _{b}a}, ký hiệu hyperoperation {\displaystyle a[5]b}, ký hiệu mũi tên ba {\displaystyle \uparrow \uparrow \uparrow } (hoặc viết gọn là {\displaystyle \uparrow ^{3}}) trong ký hiệu mũi tên lên Knuth hay ký hiệu mũi tên xích Conway: {\displaystyle a\to b\to 3}.
Pentation là một phép toán hai ngôi được xác định với hai số {\displaystyle a} và {\displaystyle b}, trong đó {\displaystyle a} được tetration chồng chính nó với {\displaystyle b} lần. Ví dụ: {\displaystyle {_{3}}2} đọc là "2 pentation bậc 3" có nghĩa là 2 được "tetration chồng" chính nó 3 lần, hoặc {\displaystyle {^{^{2}2}2}}. Điều này sau đó có thể giảm xuống thành {\displaystyle 2[4](2^{2})=2[4]4=2^{2^{2^{2}}}=2^{2^{4}}=2^{16}=65536}.

## Từ nguyên
Tên "pentation" theo tiếng Anh được Reuben Goodstein đặt ra vào năm 1947, nó được ghép bởi từ penta- nghĩa là "năm" trong tiền tố Hy Lạp và từ iteration nghĩa là "sự lặp lại" để chỉ phép lặp tạm dịch là "sự lặp lại lần thứ năm". Đây là một phần trong kế hoạch đặt tên chung của ông ấy cho các hyperoperation.
Lưu ý: Hiện nay tên gọi tiếng Việt của từ pentation hiện chưa có một tài liệu nghiên cứu khoa học nào đề cập đến. Nếu có thì chỉ là tên gọi được "bịa đặt" hay "sáng tạo" chứ hoàn toàn không phải là tên gọi có cơ sở.

## Thứ tự của phép toán
Pentation được coi là phép toán thứ năm trong năm phép toán bên dưới, là phép toán kế tiếp dưới tetration (trong đó phép cộng, nhân và luỹ thừa là ba phép toán cơ bản). Phép toán một ngôi successor, được định nghĩa là {\displaystyle a'=a+1}.
1. Phép cộng:
{\displaystyle a+n=a\!\underbrace {''{}^{\cdots }{}'} _{n}=a+\underbrace {1+1+\cdots +1} _{n}}
{\displaystyle n} là số lần cộng thêm 1 của {\displaystyle a}
2. Phép nhân:
{\displaystyle a\times n=\underbrace {a+a+\cdots +a} _{n}}
{\displaystyle n} là số lần {\displaystyle a} cộng thêm chính nó
3. Luỹ thừa:
{\displaystyle a^{n}=\underbrace {a\times a\times \cdots \times a} _{n}}
{\displaystyle n} là số lần {\displaystyle a} nhân với chính nó
4. Tetration:
{\displaystyle {^{n}a}=\underbrace {a^{a^{\cdot ^{\cdot ^{a}}}}} _{n}}
{\displaystyle n} là số lần {\displaystyle a} luỹ thừa chồng chính nó, từ phải sang trái
5. Pentation:
{\displaystyle {_{n}a}=\underbrace {^{^{^{^{a}\cdot }\cdot }a}a} _{n}}
{\displaystyle n} là số lần {\displaystyle a} tetration chồng chính nó, từ trái sang phải.

Phép toán sau là sự lặp lại của phép toán liền trước đó.
Lưu ý rằng khi biến đổi một biểu thức pentation ra một "tháp tetration", thì tháp tetration ấy sau đó phải được tính ở tầng tetration trên cùng trước tiên (ở đỉnh) tức theo hướng từ trên xuống dưới giống với hướng tính của tetration: {\displaystyle {^{^{c}b}a}} có nghĩa là {\displaystyle {^{(^{c}b)}a}} chứ không phải {\displaystyle {^{c}(^{b}a)}}.
Tương tự, hexation được định nghĩa là phép lặp của pentation nên cũng được biểu diễn dưới dạng lặp lại của pentation như sau:
{\displaystyle a[6]n=\underbrace {_{_{_{_{a}\cdot }\cdot }a}a} _{n}}
{\displaystyle n} là số lần {\displaystyle a} pentation lồng (chồng) chính nó, từ phải sang trái.
Không giống như "tháp mũ" hay "tháp tetration", "tháp pentation" lại được tính từ tầng pentation dưới cùng trước tiên (ở đáy) tức theo hướng từ dưới lên trên vì đây là ký hiệu chỉ số dưới chứ không phải ký hiệu chỉ số trên tức ký hiệu số mũ: {\displaystyle {_{_{c}b}a}} có nghĩa là {\displaystyle {_{(_{c}b)}a}} chứ không phải {\displaystyle {_{c}(_{b}a)}}. Như vậy, quy tắc tính toán vẫn được đảm bảo là thực hiện ở tầng sâu nhất của biểu thức.

## Kí hiệu hyperoperation cho pentation
Pentation có thể được viết dưới dạng ký hiệu hyperoperation là {\displaystyle a[5]b}. Trong dạng này, {\displaystyle a[3]b} có thể được hiểu là kết quả của sự áp dụng liên tục hàm {\displaystyle x\mapsto a[2]x} cho sự lặp lại theo {\displaystyle b}, bắt đầu từ số 1. Tương tự, {\displaystyle a[4]b}, tetration, biểu thị giá trị thu được bằng cách liên tục áp dụng hàm {\displaystyle x\mapsto a[3]x}, cho sự lặp lại theo {\displaystyle b}, bắt đầu từ số 1, và {\displaystyle a[5]b} biểu thị giá trị thu được bằng cách liên tục áp dụng hàm {\displaystyle x\mapsto a[4]x}, cho sự lặp lại theo {\displaystyle b}, bắt đầu từ số 1.

## Các ví dụ
Các giá trị của hàm pentation cũng có thể được lấy từ các giá trị trong hàng thứ tư của bảng giá trị của một biến thể của hàm Ackermann: Nếu {\displaystyle A(n,m)} được định nghĩa bằng sự tái diễn Ackermann {\displaystyle A(m-1,A(m,n-1))} với điều kiện ban đầu {\displaystyle A(1,n)=a\times n} và {\displaystyle A(m,1)=a}. Khi đó, {\displaystyle {_{b}}a=A(4,b)}.
Cũng như tetration, cơ số và chiều cao của pentation chưa được mở rộng đến các số không phải số nguyên không âm, {\displaystyle _{b}a} hiện chỉ được xác định cho các giá trị nguyên của {\displaystyle a} và {\displaystyle b} trong đó {\displaystyle a>0} và {\displaystyle b\geqslant -1}, và một vài giá trị nguyên khác có thể được xác định duy nhất. Như với tất cả các phép toán khác vượt ra khỏi bậc 3 (luỹ thừa) và cao hơn, có các trường hợp tầm thường sau đây (đồng nhất) chứa hết tất cả giá trị {\displaystyle a} và {\displaystyle b} trong miền của nó:
- {\displaystyle {_{b}1}=1}
- {\displaystyle {_{1}a}=a}

Ngoài ra, chúng ta có thể định nghĩa:
- {\displaystyle {_{0}a}=1}
- {\displaystyle {_{-1}a}=0}

Khác với những trường hợp tầm thường ở trên, pentation tạo ra những số cực kỳ lớn rất nhanh đến nỗi chỉ có một vài trường hợp không tầm thường tạo ra những con số có thể được viết theo ký hiệu thông thường, như minh họa dưới đây:
- {\displaystyle {_{2}2}={^{2}2}=2^{2}=4}
- {\displaystyle {_{3}2}={^{^{2}2}2}={^{4}2}=2^{2^{2^{2}}}=2^{2^{4}}=2^{16}=65536}
- {\displaystyle {_{4}2}={^{^{^{2}2}2}2}={^{^{4}2}2}={^{65536}2}=2^{2^{2^{\cdot ^{\cdot ^{\cdot ^{2}}}}}}{\mbox{ (một tháp mũ có chiều cao 65,536 tầng) }}\approx \exp _{10}^{65,533}(4.29508)} (hiển thị ở đây trong ký hiệu số mũ lặp vì nó quá lớn để được viết theo ký hiệu thông thường. Ghi chú {\displaystyle \exp _{10}(n)=10^{n}})
- {\displaystyle {_{2}3}={^{3}3}=3^{3^{3}}=3^{27}=7,625,597,484,987}
- {\displaystyle {_{3}3}={^{^{3}3}3}=^{7,625,597,484,987}3=3^{3^{3^{\cdot ^{\cdot ^{\cdot ^{3}}}}}}{\mbox{ (một tháp mũ có chiều cao 7,625,597,484,987 tầng) }}\approx \exp _{10}^{7,625,597,484,986}(1.09902)}
- {\displaystyle {_{2}4}={^{4}4}=4^{4^{4^{4}}}=4^{4^{256}}\approx \exp _{10}^{3}(2.19)} (một con số có hơn 10153 chữ số)
- {\displaystyle {_{2}5}={^{5}5}=5^{5^{5^{5^{5}}}}=5^{5^{5^{3125}}}\approx \exp _{10}^{4}(3.33928)} (một con số hơn 10102184 chữ số)